# Himachal Pradesh
Himachal Pradesh uitspraakⓘ (Hindi: हिमाचल प्रदेश)
is een bergachtige deelstaat van India. De staat ligt in het noorden van het land. De hoofdstad is Shimla, terwijl Dharamsala daarnaast als winterhoofdstad fungeert.
De aangrenzende gebieden zijn Tibet (Volksrepubliek China) in het oosten, Uttarakhand in het zuidoosten, Haryana en Uttar Pradesh in het zuiden, Punjab in het zuidwesten en de unieterritoria Jammu en Kasjmir en Ladakh in het noorden.
Himachal Pradesh werd gecreëerd in 1948; voordien was de regio als Punjab Hill States een deel van de Brits-Indische provincie Punjab. In 1971 kreeg Himachal Pradesh zijn huidige omvang.

## Geschiedenis

### Vedische tijd
De westelijke Himalayaregio staat bekend als Deva Bhoomi, het land van de goden. De bevolking bestond voornamelijk uit semi-nomadische volkeren, tot de Ariërs in het gebied verschenen. Dit was in Himachal Pradesh nog voor de tijd van de Rig-Veda (voor de 10e eeuw voor Christus). Het gebied wordt genoemd in de Mahabharata, de veda's en de purana's. In de Mahabharata worden de janapada-koninkrijken van Kuluta (Kullu), Trigarta (Kangra), Kulinda (Shimla en Sirmaur), Yugadhar (Bilaspur en Nalagarh), Gobdika (Chamda) en Audumbaras (Pathankot) genoemd. In de Rig-Veda wordt de oorlog genoemd tussen de machtige koning Shambar en de Arische vorst Divodas. De strijd duurde 12 jaar en werd uiteindelijk door de Ariërs gewonnen.

### Oude geschiedenis
Rond de 2e eeuw v.Chr. was de regio verdeeld over kleine staatjes, zoals Kuninda, Audumbaras, Trigarta en Kulluta. Sommige van deze koninkrijkjes gaven vanaf deze tijd eigen munten uit. Soms was sprake van een primitieve vorm van democratie, naast een koning of leider was er een volksraad, maar meestal was het systeem feodaal. De staatjes werden rijk door de positie aan de handelsroutes van de Indiase vlakte naar Centraal Azië (over de Baralacha La en Leh) of Tibet (over de Shipki La).
Keizer Chandragupta Maurya onderwierp een aantal staatjes. Zijn kleinzoon Asoka verlegde de grens van het Mauryarijk verder en introduceerde het boeddhisme in de regio. Toen in de 6e eeuw na Christus het Guptarijk in verval raakte werden de vazalstaatjes weer zelfstandig. In de tijd van keizer Harsha (590-647) erkenden sommige staatjes de keizer als opperheer, maar ze bleven in naam zelfstandig. In de 7e eeuw dringen de Rajputs in het gebied door.
Mahmud van Ghazni (971-1030) bracht de islam naar India door de Indusvlakte te veroveren. Hij veroverde Kangra in 1009. Islamitische plundertochten werden ondernomen door onder andere Sikandar Lodhi, Muhammad bin Tughluq en Timoer Lenk. Deze eeuwen waren onrustig in de Indiase vlakte, omdat moslimlegers moordend en plunderend door het land trokken. Gevluchte Bengalen en Rajputs stichtten een aantal plaatsen en rijkjes in het tegenwoordige Himachal Pradesh, waaronder Suket (1288) en Mandi (1527).
De eerste westerlingen in het gebied waren Jezuïeten op zoek naar het mythische koninkrijk van Priester Johannes.

### Mogols, Sikhs en Britse tijd
Een nieuwe tijd van voorspoed brak aan onder het Mogolrijk. Nadat dit in de 18e eeuw in elkaar stortte werden de staatjes weer onafhankelijk. Vooral Kangra profiteerde, onder maharadja Sansar Chand, van het machtsvacuüm dat was ontstaan.
De Gurkha's uit Nepal onderwierpen aan het begin van de 18e eeuw Shimla en Sirmaur. In 1809 bedreigden ze ook Kangra, waarna Sansar Chand de Sikh-keizer Maharadja Rangit Singh te hulp riep. De Gurkha's werden teruggedreven en Kangra werd een vazal van de Sikh-keizer.
Nadat de Britten de Gurkha's hadden verslagen in de Anglo-Gurkha Oorlog grensde het Sikhrijk direct aan gebied van de Britten. Al snel kwam het tot spanningen, wat de Eerste Sikhoorlog (1845) tot gevolg had. Daarbij kozen de staatjes in het tegenwoordige Himachal Pradesh de kant van de Britten, omdat de Sikhs als vreemde overheersers werden gezien. Himachal Pradesh ging in 1846 na de Eerste Sikhoorlog deel uitmaken van Brits-Indië toen de Britten het Kangra District inlijfden bij de provincie Punjab. Het Kangra District omvatte destijds de districten Kullu, Hamirpur, Kangra en Lahul and Spiti. De rest van het huidige Himachal Pradesh viel onder een aantal semi-onafhankelijke prinsenstaatjes, de Simla Hill States. De Britten introduceerden fruitteelt in het gebied. Ook werden hill stations aangelegd zoals Shimla, Dalhousie en Dharamsala. In de prinsenstaten heersten echter nog feodale omstandigheden.

### Vorming van Himachal Pradesh
Na de onafhankelijkheid van India in 1947 werd de provincie Himachal Pradesh op 15 april 1948 gecreëerd, waarbij zo'n dertig Hill States in de provincie werden geïncorporeerd. Bilaspur bleef een onafhankelijke deelstaat tot het op 1 juli 1954 door het Indiase Parlement aan Himachal Pradesh werd toegevoegd.
Vanaf 1951 werd Himachal Pradesh bestuurd door een parlement met 36 leden (na de samenvoeging met Bilaspur 41), een kabinet van drie ministers en een luitenant-gouverneur aan het hoofd. In 1956 werd door een commissie van de Indiase regering voorgesteld Himachal Pradesh en de provincie Punjab samen te voegen, maar dit voorstel werd weggestemd. Op 1 november 1956 werd Himachal Pradesh een unieterritorium van India. Destijds bestond de provincie uit de districten Mahasu, Mandi, Chamba, Sirmaur, Bilaspur en Kinnaur. In 1966 werden de districten Shimla, Kangra, Kullu, Una, Nalagarh en Lahul and Spiti van Punjab aan Himachal Pradesh toegevoegd. Op 25 januari 1971 werd Himachal Pradesh de 18e deelstaat van India met Shimla als hoofdstad.

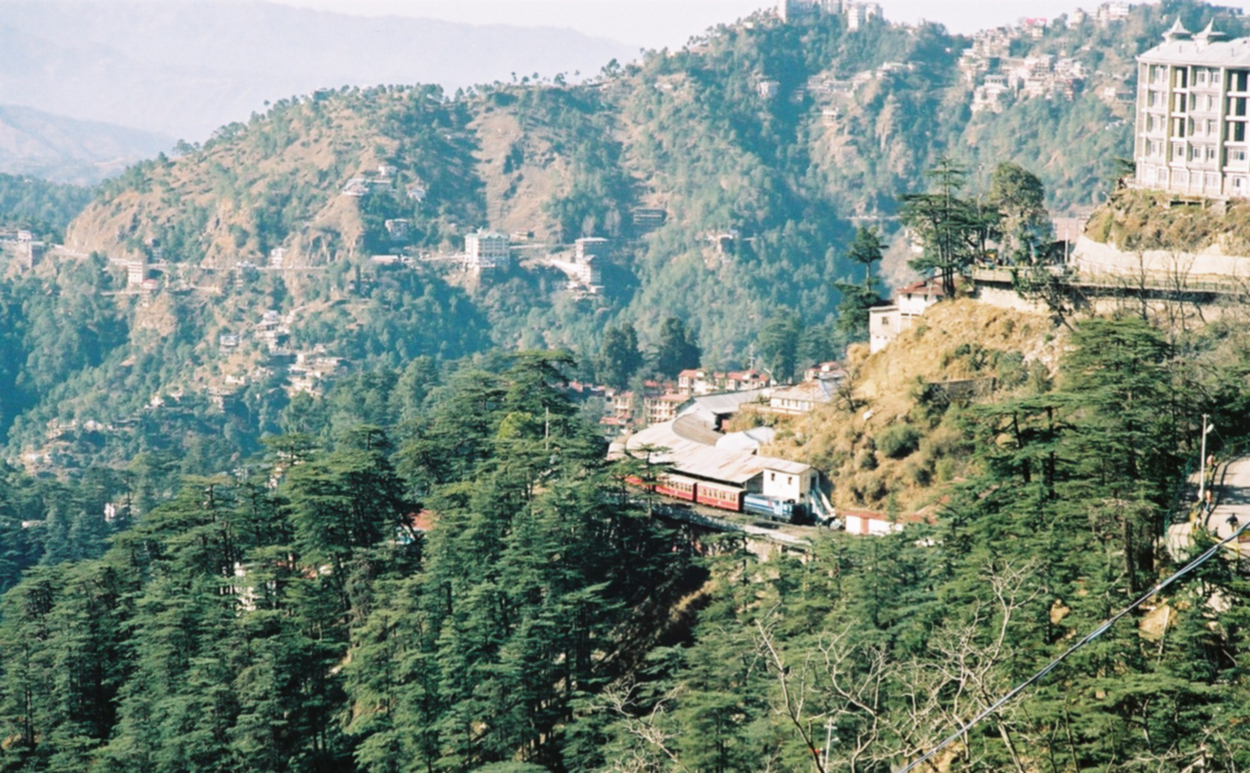
Smalspoortreintje slingert door de Siwaliks bij Shimla.

## Geografie
De hoofdstad van Himachal Pradesh is Shimla, dat door de Britten als Simla geschreven werd. Shimla was de zomerhoofdstad van Brits-Indië. In 2017 kreeg Dharamsala daarnaast de status van winterhoofdstad. Andere belangrijke plaatsen in de staat zijn Solan, Kangra, Mandi, Kullu, Chamba, Hamirpur, Dalhousie en Manali. Een groot deel van de staat is bergachtig met het Himalayagebergte in het noorden en het oosten en de Shiwaliks (ook als "Shivaliks" gespeld) in het zuiden.
De belangrijkste dalen in Himachal Pradesh worden gevormd door vijf rivieren en hun zijrivieren: Chenab, Ravi, Beas, Sutlej en Yamuna. De rivier Ghaggar ontspringt in de Shivaliks. De brug over de rivier Sutlej in Kandraur (Bilaspur District) is een van de hoogste bruggen in Azië.

## Bestuurlijke indeling

Districten

Himachal Pradesh is onderverdeeld in de volgende twaalf districten:
| - Bilaspur - Chamba - Hamirpur - Kangra - Kinnaur - Kullu |  | - Lahul and Spiti - Mandi - Shimla, met de hoofdstad Shimla - Sirmaur - Solan - Una |

## Bevolking
In 2001 had Himachal Pradesh 6.077.900 inwoners. Door natuurgeweld kon het inwoneraantal van Kinnaur bij deze telling echter alleen geschat worden. Gekeken naar inwoneraantal is Himachal Pradesh de 21e deelstaat van India. Tussen 1991 en 2001 is de bevolking met 17,53% gegroeid. Per 1000 mannen leven er 970 vrouwen, dit ratio is iets gedaald sinds 1991, toen het 976 per 1000 was. Alfabetisme is sinds 1991 gestegen van 63,94% tot 77,13%.
Etnische minderheden zijn Gaddi's, Kinnars, Gujjars, Pangawals en Lahauli's. De Gaddi's zijn traditioneel herders die elke winter met hun kuddes van de alpenweide naar de dalen migreren. Kinnars zijn de inwoners van Kinnaur, traditioneel kwam bij deze groep polygamie en polyandrie voor. De Gujjars zijn nomadische jakherders. Sinds de Chinese bezetting van Tibet in 1951 leven er ook een groot aantal Tibetaanse vluchtelingen in Himachal Pradesh, de Tibetaanse Regering in Ballingschap en de veertiende dalai lama zijn gevestigd in McLeod Ganj bij Dharamsala.
Ongeveer 90% van de bevolking is hindoe. De belangrijkste groepen zijn Brahmins, Rajputs, Kannets, Rathi's en Koli's. Andere religies zijn Sikhisme en (vooral onder Tibetanen en in de tegen Tibet aan gelegen regio's Lahaul en Spiti) boeddhisme.
In Himachal Pradesh zijn de belangrijkste talen Hindi, Pahari, Punjabi en Engels (voornamelijk voor administratieve zaken gebruikt). Boven Shimla wordt Mahasui gesproken. Andere plaatselijke talen en dialecten zijn Kulluyi, Lahauli, Kinnauri, Chambyali, Sirmauri, Bilaspuri, Dogri, Kangri en Mandyali

## Economie
De economie van Himachal Pradesh is gebaseerd op toerisme en fruitteelt, voornamelijk appels. Ook komt er mijnbouw naar ertsen voor. Er staat twee grote cementfabrieken in de staat. Kullu, Manali, Shimla, Palampur en Dharamsala zijn bekende toeristenbestemmingen. In de Lugvallei vindt commerciële houtkap plaats.
In Solan staat een bierbrouwerij, die beweert de oudste brouwerij in Azië te zijn. Dankzij de arbeidsplaatsen die de brouwerij schept is Solan gedurende de afgelopen 150 jaar uitgegroeid tot de op een na grootste plaats in Himachal Pradesh.
Dankzij het grote aantal bergrivieren staan in Himachal Pradesh een groot aantal waterkrachtcentrales en de staat exporteert energie naar Delhi, Punjab en Rajasthan.
Himachal heeft een belangrijke dienstensector en is een van de rijkere deelstaten van India.

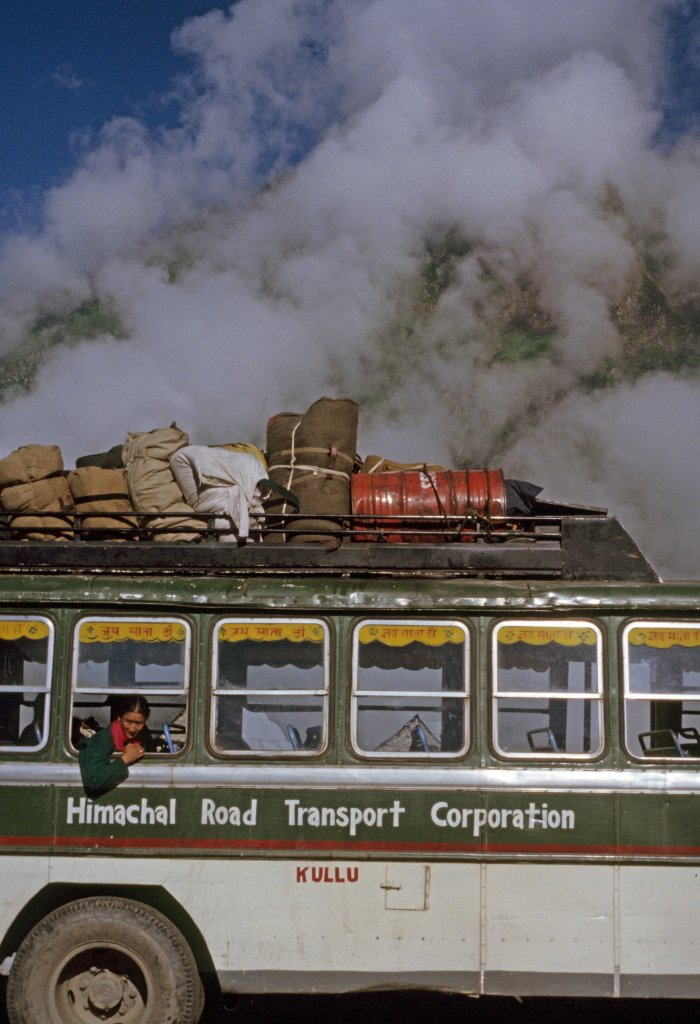
Bus van de Himachal Road Transport Corporation op de Rohtangpas vlak boven Manali.

### Transport
Het bergachtige karakter van Himachal Pradesh is altijd een belangrijk obstakel geweest bij de aanleg van infrastructuur. Veel hoger gelegen wegen zijn in de winter afgesloten vanwege sneeuwval. In de moessontijd vindt elk jaar aanzienlijke schade plaats aan het wegdek. Dalen als Lahaul of Spiti waren tot voor kort 's winters slechts te bereiken per helikopter. Er wordt veel gedaan aan het aanleggen van nieuwe verbindingen. Zo wordt gebouwd (2006) aan een weg van Lahaul naar Kasjmir en staat een tunnel gepland onder de Rohtangpas tussen Kullu en Lahaul. Himachal Pradesh heeft van alle bergstaten in India de hoogste wegdichtheid. Desondanks zijn de wegen in sommige uithoeken van de staat slechts per jeep begaanbaar.
Hoewel de belangrijkste vorm van transport over de weg is, heeft Himachal Pradesh ook drie vliegvelden en twee smalspoorverbindingen. Vliegvelden zijn er bij Shimla (Jubbarhatti), Kangra (Gaggal) en Kullu (Bhuntar). Deze vliegvelden hebben korte landingsbanen en alleen kleine vliegtuigen kunnen er landen, meest gebruikt zijn 18 persoons Dorniers. Spoorverbindingen lopen van Chandigarh (in Punjab) naar Shimla (Kalka-Shimla Railway) en door de Kangravallei van Pathankot (in Punjab) naar Jogindernagar. Beide spoorverbindingen draaien verlies maar worden vanwege hun historische waarde in stand gehouden.
Het staatstransportbedrijf Himachal Road Transport Corporation voorziet de staat van een netwerk van busdiensten. Vanwege het grote aantal toeristen is er geen gebrek aan touroperators en taxi's.

## Regering en politiek
Het parlement van Himachal Pradesh, de Vidhan Sabha,  telt 68 zetels. Tot 1990 was de Indiase Congrespartij vrijwel steevast de grootste politieke partij in de deelstaat, sindsdien werd de macht herhaaldelijk afgewisseld met de Bharatiya Janata-partij. Andere partijen slaagden er tot op heden nooit in grote zetelaantallen te verwerven. Sinds december 2017 is de samenstelling van het parlement als volgt:
| Partij                                                 | Zetels | Verschil met 2012 |
| ------------------------------------------------------ | ------ | ----------------- |
| Bharatiya Janata-partij (BJP)                          | 44     | +18               |
| Congrespartij (INC)                                    | 21     | -15               |
| Onafhankelijke kandidaten                              | 2      | -3                |
| Communistische Partij van India (Marxistisch) (CPI(M)) | 1      | +1                |
| Himachal Lokhit Party (HLP))                           | 0      | -1                |
| Bahujan Samajpartij (BSP)                              | 0      | -                 |

De BJP vormde na de verkiezingen een regering onder leiding van chief minister Jai Ram Thakur.

### Gouverneurs
De gouverneur is hoofd van de deelstaat en wordt voor een termijn van vijf jaar aangewezen door de president van India. De rol van de gouverneur is hoofdzakelijk ceremonieel en de echte uitvoerende macht ligt bij de ministerraad, met aan het hoofd de chief minister.